# Georg Bauer (Politiker, 1845)
Georg Bauer (* 3. Juli 1845 in Pressath; † 5. August 1925 ebenda) war ein deutscher Politiker (Zentrum). Er war Mitglied des Bayerischen Landtags.

## Leben
Bauer war katholischer Konfession und Mitglied der Zentrumspartei. Er war Bürgermeister der Gemeinde Pressath und außerdem als Metzgermeister, Landwirt und Kommunbrauberechtigter tätig.
Von 1893 bis 1907 war Bauer Mitglied des Kammer der Abgeordneten des Bayerischen Landtags der 17., 18. und 19. Wahlperiode. Er vertrat den Stimmkreis Kemnath.